# Schlacht bei Pastrengo

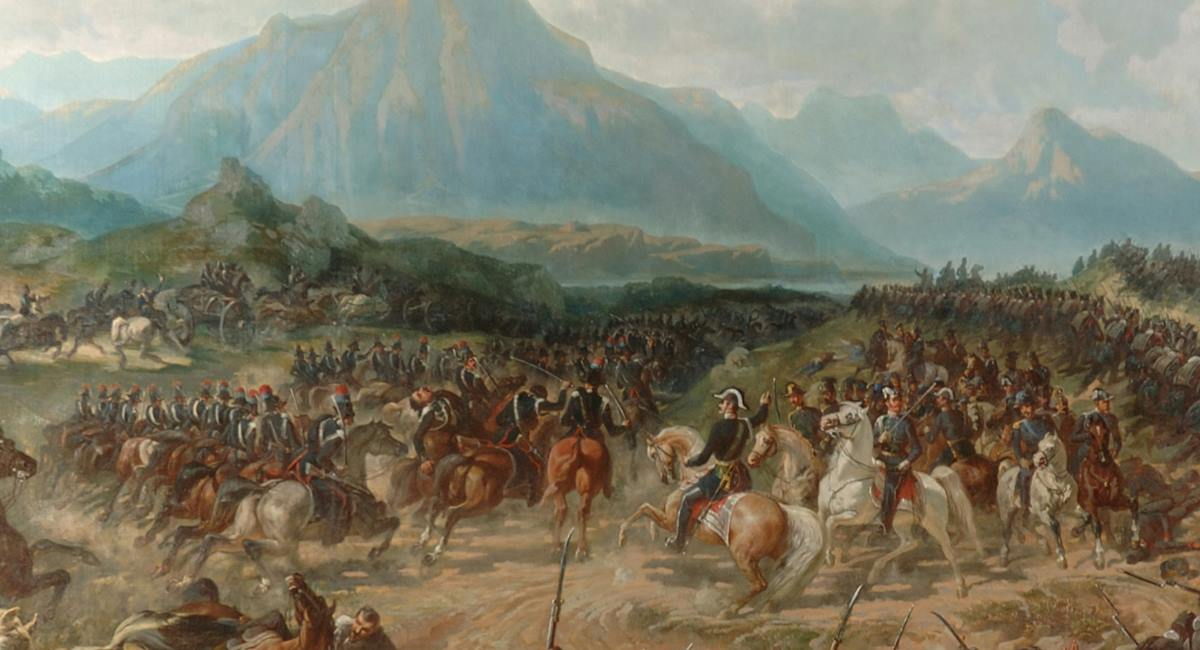
Schlacht von Pastrengo

Die Schlacht von Pastrengo am 30. April 1848 war im Ersten Unabhängigkeitskrieg Italiens eines der ersten Gefechte zwischen der kaiserlichen und den piemontesischen Streitkräften. König Karl Albert von Piemont-Sardinien versuchte die Verbindung zwischen der belagerten Festung Peschiera und Verona zu unterbrechen und seine linke Flanke gegen österreichische Angriffe zu schützen. Im zweiten Schritt gedachte er die österreichischen Verbindungen zwischen dem Festungsviereck und Tirol abzuschneiden. Der folgende Erfolg bei Pastrengo und der Einsatz der Reiter-Leibgarde des Königs haben noch heute einen hohen Bekanntheitsgrad in Italien, besonders in der Geschichte der Carabinieri.

## Vorgeschichte
Nachdem am 18. März 1848 der Fünf-Tage-Aufstand in Mailand ausgebrochen war, sah sich der österreichische Oberbefehlshaber Feldmarschall Radetzky gezwungen die Lombardei zu räumen. Am Tag nach der Evakuierung von Mailand erklärte König Karl Albert am 23. März Österreich den Krieg und ließ seine Armee am 25. März die Grenze im Tessin überschreiten.
Die österreichische Armee, durch den Abfall der italienischen Bataillone reduziert und in der Moral angeschlagen, hatte sich im Festungsviereck versammelt – nur noch 22 Bataillone im 1. Korps und 13 Bataillone im 2. Korps, aber mit dem vollständigen Kavallerie- und Artilleriebestand, müde vom Rückzug aus der Lombardei, sich aber in der Operationsbasis Verona erholend. Am 29. März traf König Karl Albert in Pavia ein und am 31. März bezog er sein Hauptquartier in Lodi. Am 4. April fand in Cremona ein großer Kriegsrat statt und am 5. April überschritt das sardische Korps des Generalleutnant Eusebio Bava den Fluss Oglio.

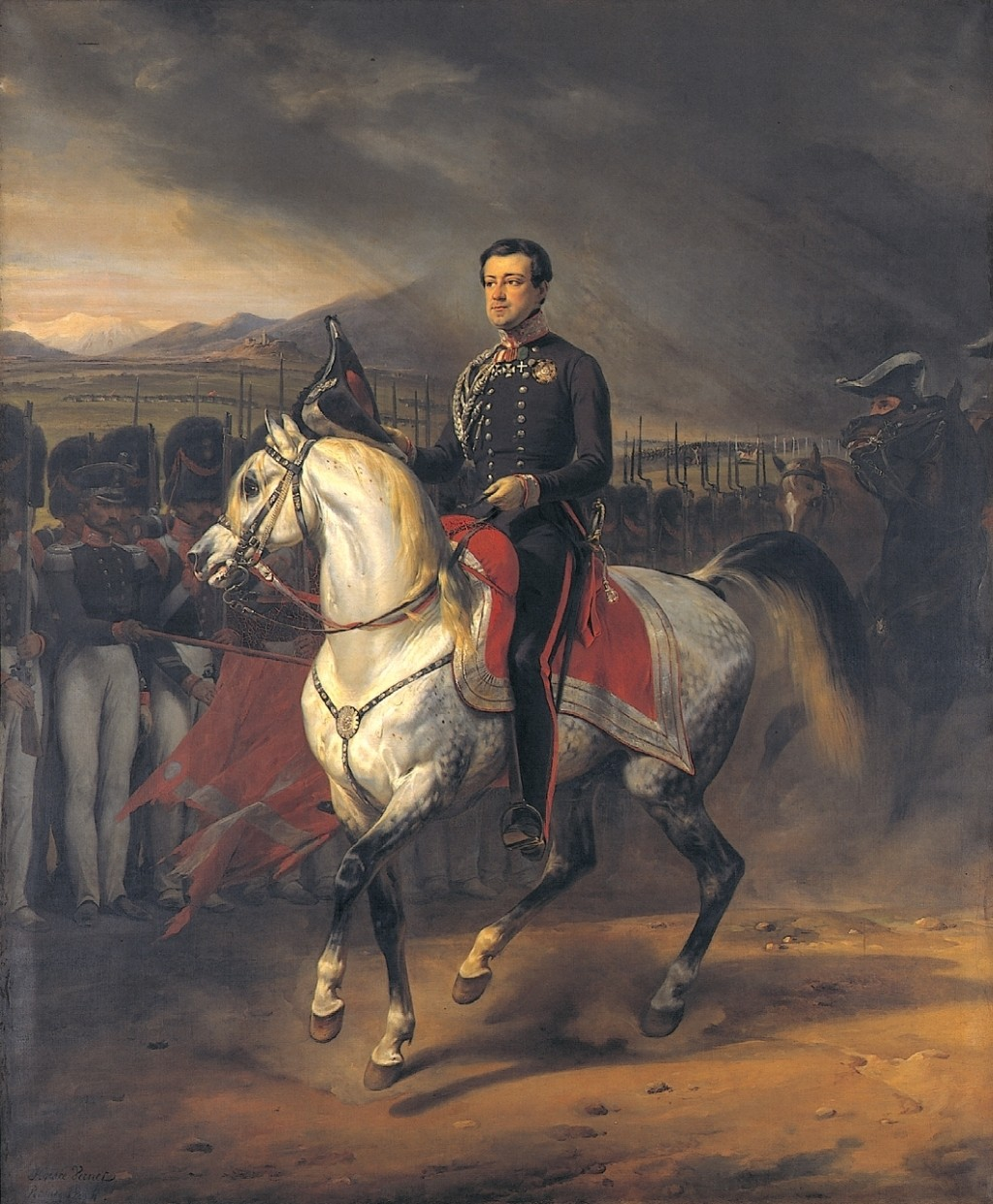
König Karl Albert bei seinen Truppen

An der Spitze der sardischen Armee stand ein König, persönlich mutig und gelegentlich mit guten taktischen Eingebungen aufwartend, aber ohne strategisches Können. Schlecht ausgebildet waren auch die Generäle und vor allem die große Zahl der Regiments- und Bataillonskommandeure, oberflächlich geschult und ohne jede Kriegserfahrung. Eine Unzumutbarkeit für die kämpfende Truppe stellte der Generalstab dar, der ohne jede Vorbereitung im praktischen Operationsdienst in den Krieg ging und ohne eine Verwaltungsorganisation dastand, die befähigt gewesen wäre die Verbindung zwischen den einzelnen Truppenteilen zu koordinieren. Dazu kam ein Stabschef in der Person von Graf Carlo Canera di Salasco, dessen Amtsverständnis nicht über die Übermittlung von Befehlen aus der Militärkanzlei hinausreichte, immer darauf bedacht, die Befehle des Souverän nicht anzuecken. Defacto gab es im sardischen Heer keine oberste Kriegsführung, wie es später der im Feldlager zur Verfügung des Königs anwesende Kriegsminister General Antonio Franzini (1788–1860) feststellen sollte. Der selbstbewusste König hörte auch nur wenig auf die Ratschläge der Kommandeure seiner beiden Korps, welche die Generäle Eusebio Bava (1790–1854) und Ettore Gerbaix de Sonnaz (1787–1867) kommandierten. Vor allem General Bava, zwei Jahre jünger als Franzini, zählte sicherlich zu den besten der piemontesischen Generäle; in jungen Jahren hatte er noch als Hauptmann in der napoleonischen Armee gedient, seine Befehlsführung war ruhig und besonnen, wenn auch noch immer sehr methodisch.

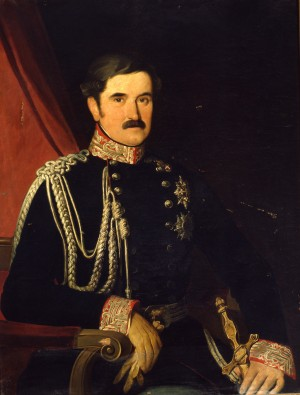
Eusebio Bava

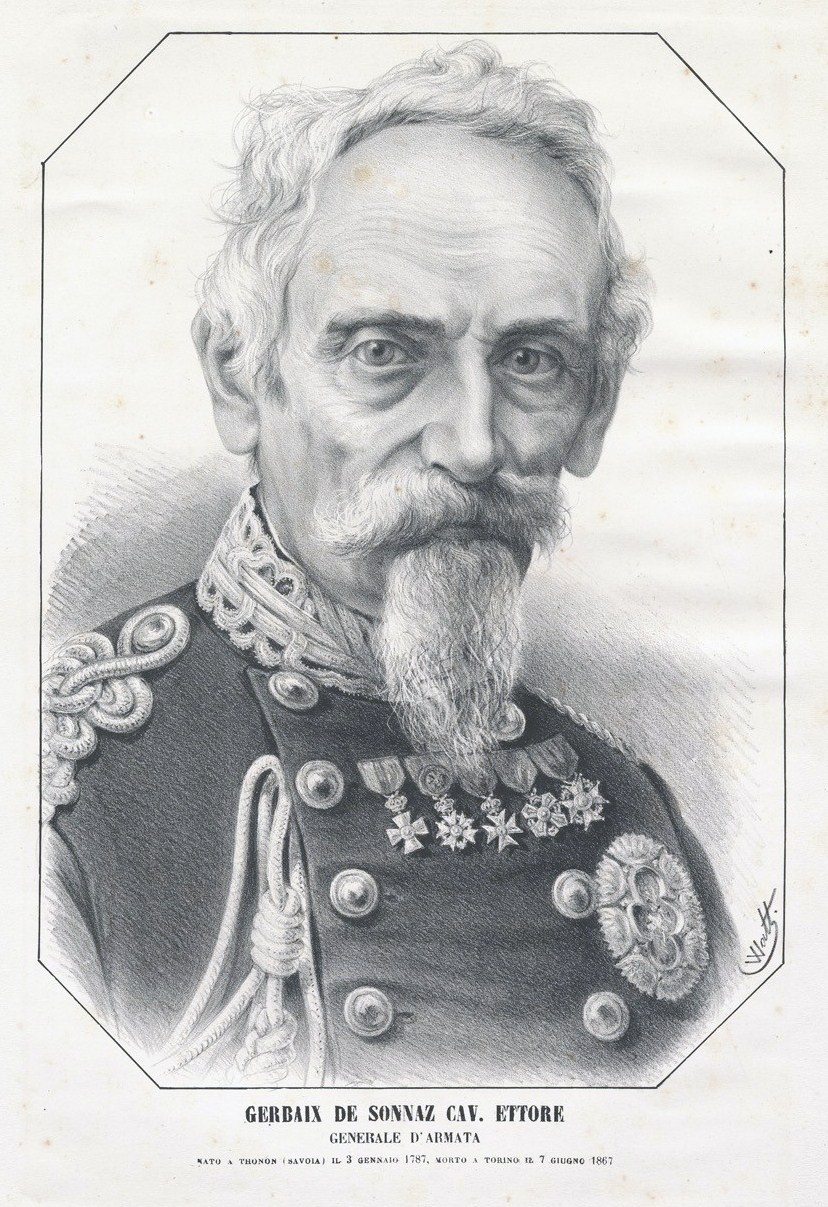
Ettore De Sonnaz

Am 8. April erzwang die 1. Division des 1. Armeekorps die Passage an der Brücke von Goito und zwang die österreichische Brigade des Generals Ludwig von Wohlgemuth zum Rückzug auf Pozzolo und Valeggio. Am 9. April griff die 3. Division des 2. Armeekorps die Österreicher bei Monzambano an und besetzte am folgenden Tag auch die Brücke bei Borghetto. Nach dem Gefecht um die Brückenkopfe am Mincio nahm die piemontesische Armee mehrere Wochen eine defensive Haltung ein. Taktisch richtig wäre es gewesen mit der vorhandenen zahlenmäßigen Übermacht die österreichischen Streitkräfte sofort anzugreifen und zu schlagen oder alle Verbindungswege zu unterbrechen und damit den Zustrom von Nachschub und Verstärkungen abzuschneiden. Der König wollte aber die verbündeten italienischen Regimenter abwarten – die aus dem Großherzogtum Toskana, dem Kirchenstaat und Neapel im Anmarsch waren – und mit diesen Kontingenten zuerst den rechten Flügel absichern, bevor der allgemeine Angriff auf die österreichische Hauptmacht vor Verona erfolgen sollte.
Karl Albert ordnete dann die Überquerung des Flusses Mincio an um das Festungsviereck in Richtung Verona zu bedrohen. Die piemontesische Armee stellte trotz ihrer Führungsmängel ein imposantes Kriegsinstrument dar: mit ihren 62 Bataillonen, 36 Eskadronen und 104 Artilleriegeschützen konnte sie den Österreichern jederzeit überlegen entgegentreten, deren Kräfte nach Abzug der Garnison in den Festungen Venetiens, Anfang April nur 33 Bataillone, 29 Schwadronen und 102 Kanonen zählten. Zudem konnten jederzeit weitere Kräfte aus den verbündeten Herzogtümern, dem Kirchenstaat und der Toskana herangeführt werden. Bei einem direkten Angriff auf das Festungsviereck, das sich an die doppelte Flusslinie von Mincio und Etsch mit den Bergen im Norden und Sümpfen und Kanälen im Süden anlehnte, blieb die Überlegenheit der piemontesischen Armee dennoch nicht stark genug um den Sieg zu garantieren. Um die Verbindung des österreichischen Nachschubes nach Verona abzuschneiden, wäre es notwendig gewesen, die Kräfte der lombardischen und venezianischen Freiwilligen in Venetien zu unterstützen, und zwar im Trentino und im Friaul mit zumindest einer regulären Brigade. Die piemontesische Armee, die 62 Bataillone gegen 33 einsetzen konnte, hätte bis zu 12 abgeben können und wäre dennoch angriffsfähig geblieben. Es wäre für die Piemonteser aus strategischen Gründen notwendig gewesen, sowohl das Val dell’Adige zu schließen als auch das in Görz in Bildung begriffene österreichische Reservekorps daran zu hindern, die Grenze nach Venetien zu überschreiten und Verona zu erreichen. Vittorio Emanuele, Herzog von Savoyen wollte zumindest eine piemontesische Brigade nach Venetien schicken um die päpstlichen Truppen bei Vicenza zu verstärken. Der König entschied aber anders und behielt sogar eine beträchtliche Anzahl lombardischer Freiwilliger in der eigenen Armee. So blieb die von den lombardischen Demokraten geplante und getragene Trentino-Expedition nur einigen Gruppen von Freiwilligen anvertraut, knapp über 2000 Mann, ohne Artillerie und vor allem ohne Koordination mit der regulären Armee.
Der vom piemontesischen Generalstab ausgearbeitete Operationsplan ging dann ganz methodisch vor, zuerst die kleine Festung Peschiera einzuschließen und möglichst schnell zu erobern, gleichzeitig die Garnison Mantuas am Ausfall zu hindern und das Gros der Streitkräfte auf das westliche Vorfeld von Verona vorzuschieben, um darauf zu warten, bis die österreichische Armee gezwungen war, selbst im offenen Feld zu erscheinen. Der von General Ulloa favorisierte Angriffsplan sah hingegen eine konzentrierte Umfassung des österreichischen Festungsvierecks südlich des Flusses Po vor. Da sie die logistischen Erfordernisse am besten sicherte, schwierige und riskante Manöver vermeiden und den Einsatz großer Kavalleriemasse gewährleisten konnte, hätte diese Möglichkeit die zahlenmäßige Überlegenheit der eigenen Truppen voll ausspielen können.

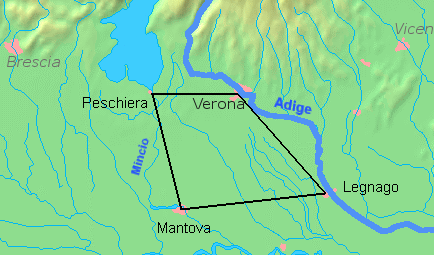
Das österreichische Festungsviereck am Mincio und an der Etsch

Die Österreicher verfügte in Verona über 33 Bataillone; davon lagen 10 in der Festung in Reserve; 10 standen in einer Frontlinie, die rechts der Etsch an der Dörferlinie Tomba, Santa Lucia, San Massimo, Croce Bianca und Chievo aufgestellt waren. 13 Bataillone befanden sich am linken Ufer des Flusses, also hinter der Etsch, und verlängerten die Linie in nordwestlicher Richtung auf der Straße von Verona nach Trient, von der Höhe von Chievo bis zu der von Bussolengo. Im Bezug einer Bedrohung des Trentino über die Berge des Gardasees beschränkte sich Feldmarschall Radetzky auf die Verschiebung eines Bataillons als Verstärkung nach Trient, wo aber bereits zwei weitere Bataillone aus Tirol eingetroffen waren. Die Tiroler Freiwilligenverbände waren durch Oberst Thomas Friedrich von Zobel rechtzeitig zu den Waffen gerufen: das Val dell’Adige blieb dadurch für den Nachschub Radetzkys weiterhin offen.
Währenddessen operierte die piemontesische Armee mit einem Zickzackmarsch von Pavia nach Crema, von dort nach Cremona, von Cremona nach Marcaria, von hier nach Castiglione und Goito, hielt sich dann zwanzig kostbare Tagen am rechten Mincio-Ufer beschränkt und führte erst am 13. April einen ersten Handstreich auf Peschiera und am 19. März eine theatralische Aufklärung gegen Mantua.

## Aufmarsch und Angriffsplanung

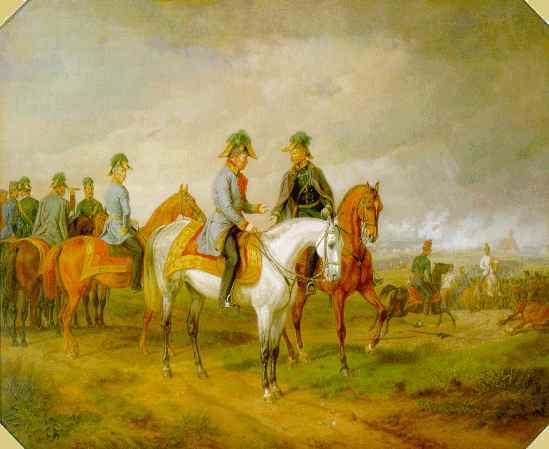
Radetzky und sein Stab Gemälde von Albrecht Adam aus dem Jahr 1858

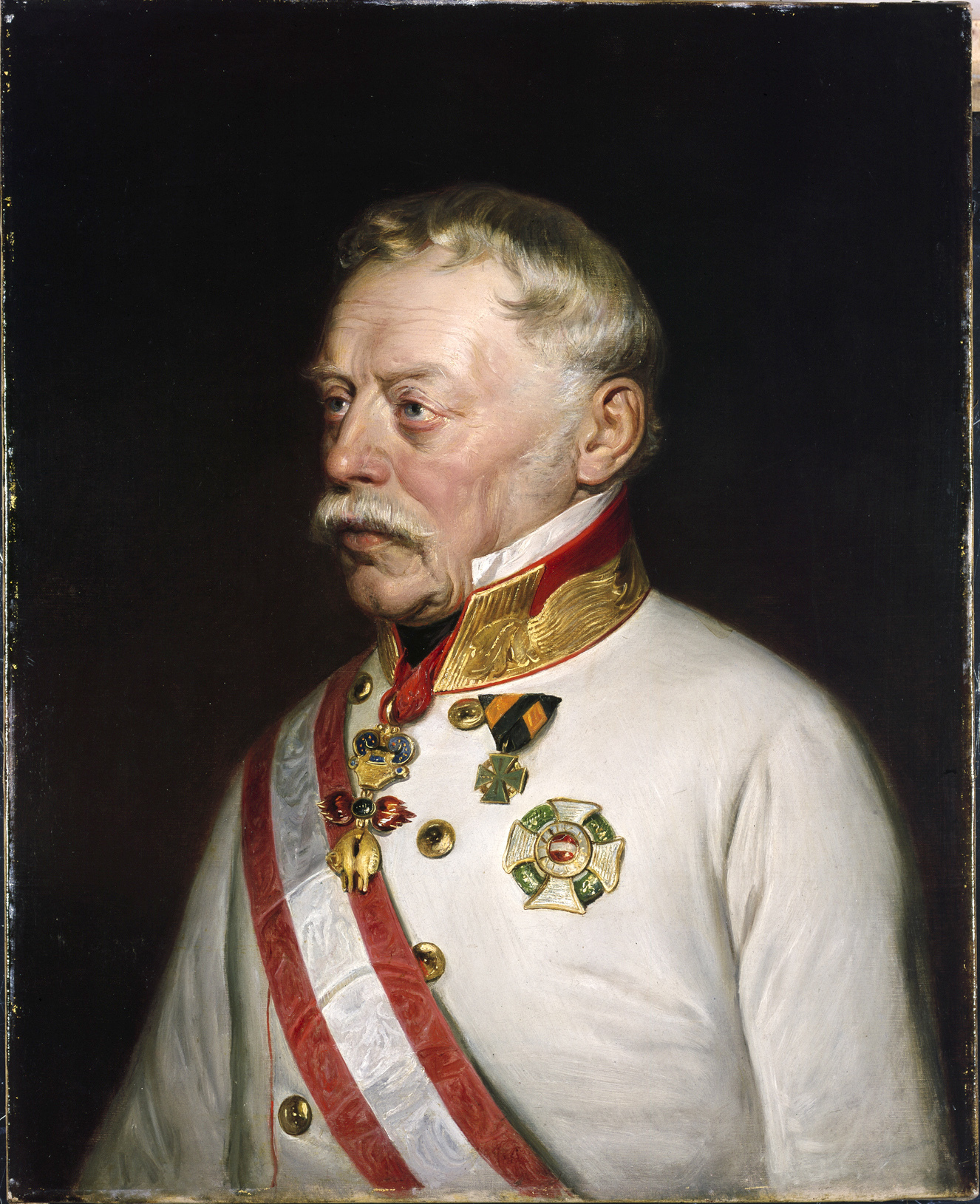
Feldmarschall Radetzky

Nachdem die Belagerung von Peschiera durch die Brigade „Pinerolo“ aufgenommen worden war, wurde auf Befehl des Königs der Mincio an drei Stellen überquert und zwischen Villafranca und dem Gardasee Stellung bezogen. Karl Albert richtete sein Hauptquartier in Sommacampagna ein, während seine Armee auf die Linie Pacengo, Colà, Sandrà, Sona und Palazzolo vorgeschoben wurde. Im Süden machte das durch vorgehende Valeggio 1. Korps Fortschritte nach Custoza und Sommacampagna und errichtete einen Brückenkopf bei Sona. Das nördlich eingesetzte 2. Korps passierte Monzambano und rückte nach Castelnuovo del Garda vor, bevor dessen Truppen am 28. April gegen Colà und Sandrà zum Angriff schritt.
Radetzky wusste um die strategische Bedeutung Pastrengos und hatte bereits drei Brigaden abgesandt, um die wichtigen Positionen bei Bussolengo und Pastrengo zu besetzen, welche die Etsch-Schlucht beherrschten und die Verbindung von Verona mit Rivoli und Trentino sicherstellten.
Ab 28. April begann König Karl Albert die Hügel um Pastrengo mit Verbänden des 2. Korps in Besitz zu nehmen, um die linke Flanke des Aufmarsches gegen Verona zu sichern und damit gleichzeitig die Verbindungen der Österreicher durch das Etschtal abzuschneiden. Die Höhen von Pastrengo wurden von der österreichischen Reserve-Division des FML Gustav von Wocher gesichert, diese bestand aus 7 Bataillonen, einer halben Schwadron und 2 Batterien mit zusammen 7228 Mann, 12 Kanonen und 3 kleinkalibrigen Raketenwerfern. Die Höhenstellung am Monte Valena war mit der Brigade „Wohlgemuth“ einen Kilometer südöstlich des Ortes Pastrengo sowie mit der Brigade „Erzherzog Sigismund“ dahinter besetzt. Nach Piovezzano wurde zusätzlich das 8. Jäger-Bataillon nach Ponton abgesandt, um die Brücke über die Etsch zu bewachen.
Radetzky erteilte seinerseits am 29. April den Befehl, die am Vortag verlorenen Positionen von Cola, Sandrà und Santa Giustina von den Italienern zurückzuerobern. Nachdem man die am linken Mincio-Ufer beginnende, über Pacengo, Sandra und S. Giustina verlaufende, dann längs dem Höhenzuge bis Custoza befindliche Stellung der Sarden erkundet hatte, bezog die Division des Generals Wocher während der Nacht Abwehrstellungen bei Pastrengo, wo man Verstärkungen aus dem oberen Etschtale erwartete.
Am linken Flügel sicherte die Brigade Wohlgemuth (mit dem 1. Oguliner-Bataillon und 2 Geschützen) an die Etsch angelehnt und die längs dem Flusse hinziehenden Höhen besetzt haltend. Ein Gradiscaner-Bataillon sicherte auf dem Monte Le Bionde und 1 Bataillon Kaiserjäger mit 2 Kanonen am Monte S. Martino und Sicherungen an der Straße nach Bussolengo und Sandra.
Am rechten Flügel hielt die Brigade Erzherzog Sigismund (mit 4 Kompagnien eines der Banal-Regimenter und 2 Kanonen auf dem Monte Brochi, weiter aufwärts gegenüber von Ponton hielt das 8. Jägerbataillon und eine Raketenbatterie).
Die Divisions-Reserve wurde aus dem Regiment „Piret“, einer 6-pfündigen Fuß- und einer halben Raketen-Batterie nebst 2 Escadronen Radetzky-Husaren gebildet und war auf der Höhe von Piovezzan konzentriert.
In der südlichen Ebene, zur Deckung der bei Pastrengo stehenden Division Wocher, waren Teile des österreichische 2. Armeekorps unter FML D'Aspre eingesetzt. Am Morgen des 30. April war hier die Brigade Rath nach Lugagnana vorgegangen und bezog mit jeweils einem Bataillon der Regimenter Erzherzog Albrecht und Geppert und einer 6-pfündigen Batterie Stellung, dahinter stellte sich die Brigade Schaffgotsch als Reserve auf. Drei Schwadronen Bayern-Dragoner deckten mit ihrer Batterie die linke Flanke auf der Straße von Sommacampagna. Die Brigaden Taxis und Liechtenstein blieben wie am vorigen Tage unverändert bei Pontara und Ca di Canri stehen.
Um die Bedrohung seines linken Flügels von den Hügeln von Pastrengo auszuschalten, erteilte Karl Albert am Abend des 29. April General De Sonnaz, dem Kommandierenden des 2. Korps, den Befehl, die österreichische Hügelstellung am nächsten Tag anzugreifen und einzunehmen.

## Die Schlacht am 30. April
Am Morgen des 30. April marschierten die Piemonteser auf den Höhen von San Giustina und in ihrem Lager bei Sandra zum Angriff auf. Gegenüber hatten sich die österreichischen Brigaden Wohlgemuth und Erzherzog Sigismund vom rechten Etsch-Ufer ausgehend über den Monte San Martino, den Monte le Bionde und die Höhen von Piovezzan bis Ronchi halbkreisförmig aufgestellt. Generalleutnant de Sonnaz hatte sein 2. Korps in drei Angriffskolonnen formiert, die alle konzentrisch auf Pastrengo vorrücken sollten:
- Linker Flügel: die Division Federici (mit der Brigade „Piemont“ (3. und 4. Infanterieregiment), 3 Bersaglieri-Kompanien, Freiwillige aus Piacenza und eine Feldbatterie), welche von Colà gegen den rechten Flügel der Österreicher auf den Höhen von Colombare vorrücken sollten, um dann Pastrengo zu erreichen und so den Rückzug auf die Etschbrücke bei Sega abzuschneiden;
- Zentrum: die Division des Herzog von Savoyen (mit der Brigade „Cuneo“ (7. und 8. Infanterieregiment), dazu das 16. Infanterieregiment „Savona“, die 7. Feldbatterie, Freiwillige aus Parma mit Geschütz), sollte von Sandrà und das Tal der Tione vorrücken, Bagnolo passieren und dann versuchen über den Mont Bionde nach Pastrengo zu kommen;
- Rechter Flügel: die Division Broglia (mit der Brigade „Savoia“ (1. und 2. Infanterieregiment), der 1. und 4. Bersaglieri-Kompanie sowie der 2. Feldbatterie) sollte von Palazzolo in Richtung Osteria Nuova zum Fuße des San Martino vorrücken, diesen erklettere und nach Bussolengo vorrücken.
- Als Reserve wurden südlich von Sandrà bereitgestellt: die Brigade „Regina“ (9. und 10. Infanterieregiment), die Garde-Brigade (1. und 2. Grenadier-Regiment) und die Kavallerie-Regimenter „Savoia“ und „Genua“.

Gegen 7 österreichische Bataillone (etwa 7000 Mann), die auf den Hügeln um Pastrengo stationiert waren, wurden jetzt 4 piemontesische Brigaden mit 13.708 Mann und 36 Kanonen eingesetzt. Die linke Kolonne unter General Federici verließ morgens Colà und Pacengo um die Brigade „Piemont“ bis Lazise vorzuschieben, um die Österreicher links zu umfassen und den Rückweg nach Sega zu verlegen. Die Brigade „Savoia“ und das 16. Regiment Savona rückten von San Giustina gegen den linken Flügel der Division Wocher bei Colombara zum Angriff vor. Das hügelige Gelände war zuvor vom Generalstab nicht erkundet worden, die eingesetzten Formationen entsprachen daher nicht den Bedürfnissen des Geländes. Um 10 Uhr entspann sich das Gefecht am Sattel zwischen dem Monte San Martino und den Höhen von San Giustina. Zunächst wurde das Gefecht von den Österreichern nur hinhaltend geführt, entbrannte aber gegen 11 Uhr nach einem lebhaften Geschützfeuer mit großer Heftigkeit.

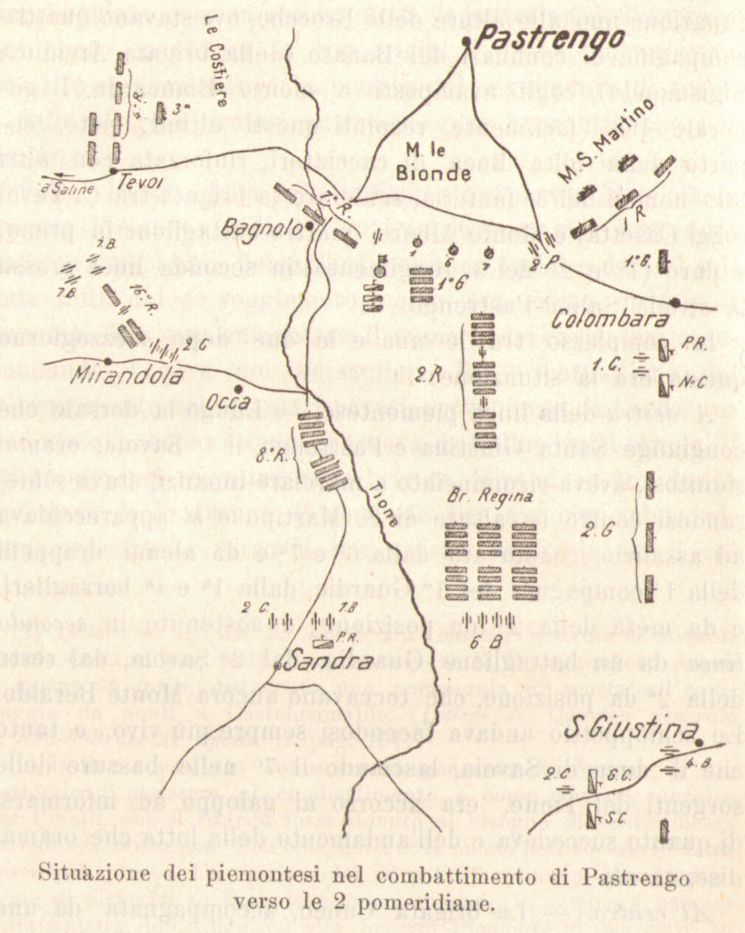
Skizze zum Vorgehen der sardischen Kolonnen auf Pastrengo

Da Feldmarschall Radetzky annahm, dass die Piemontesen ihre Offensive gegen Pastrengo bald erneuern würden, befahl er in der Ebene stehenden Brigade Taxis von Bussolengo gegen San Giustina di Palazzuolo zur Verstärkung aufzurücken. Ebenso sollten südlich davon die Brigade Liechtenstein auf der Straße gegen Osteria del Bosco, endlich die Brigade Rath gegen Sona zum Angriff vorgehen. Da auch mit einem sardischen Angriff von den Höhen herunter gegen die Ebene gerechnet werden musste, wurden dem 2. Armeekorps die nötigen Dispositionen zur dazu nötigen Vorkehrung gegeben. Die Brigaden des Feldmarschalleutnant d’Aspre hatten in diesem Falle nach kurzem Widerstand schrittweise auf das Festungsrideau von Chievo, Croce Bianca und San Massimo zurückzugehen, die Sarden zur Verfolgung zu verleiten und damit der Division Wocher zu ermöglichen, ihrerseits dem Gegner an der linken Flanke anzugreifen.
Bei den Sarden war die rechte Kolonne unter dem Kommando von General Broglia um 10:30 Uhr von Palazzolo bei Osteria Nuova außerhalb der Hügel ins Freie eingetreten und vom österreichischen Feuer von den Hügeln von San Martino eingedeckt worden. Die links umfassende Kolonne Federici hielt vor Saline an, nachdem der Befehl eingetroffen war, den Vormarsch zu verlangsamen. Die mittlere Kolonne unter dem Kronprinzen Vittorio Emanuele kam bei Sandrà auch in Schwierigkeiten, behindert von österreichischen Plänkern. Erst um 11.00 Uhr nach Ankunft des Königs wurde der Abmarsch angetreten, im Tione-Tal blieb die Brigade „Cuneo“ im sumpfigen Boden stecken und durch österreichisches Feuer zum Rückzug gezwungen. Von 11 bis 14 Uhr verlief der Vormarsch der Kolonnen in Richtung Pastrengo langsam und umständlich; obwohl der österreichische Widerstand rein passiv agierte. Vittorio Emmanuele erhielt nach dem Austritt aus dem sumpfige Gebiet am Tione den Befehl, den linken Flügel in Richtung Mirandola vorzuschieben und die Verbindung mit Frederici zu suchen.

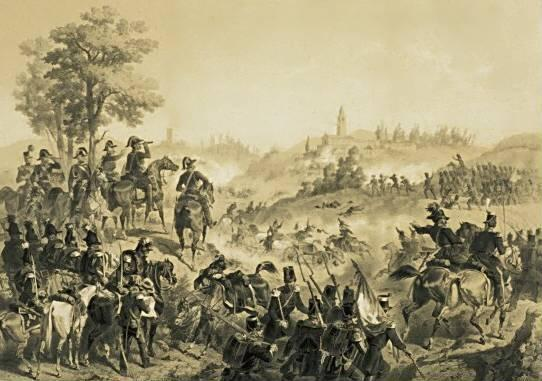
König Karl Albert bei Pastrengo

Während sich König Karl Albert und sein Stab bereits auf der Straße befanden, welche die beiden Höhen bei der Ortschaft Porte del Lupo trennte, wurde die königliche Avantgarde von einer österreichischen Artilleriestellung am Monte Valena unter Hauptmann Bruchmaner beschossen, welcher die Brigade „Wohlgemuth“ beim Einsatz auf dem Mont Le Bionde unterstützte.
Major Alessandro Negri di Sanfront, Kommandant der drei Carabinieri-Staffeln der königlichen Eskorte, besorgt um die Gefahr die dem König drohte, griff ohne Befehl mit 264 Mann zu Pferd die österreichische Verteidigung am Monte Le Bionde stürmisch an. Diesem tapferen Vorgehen folgte dann die entscheidenden Aktionen der Schlacht: Die Infanterie der Kolonne „Broglia“ eroberte den Hügel Del Telegrafo und bereitete vom Höhenkamms den Angriff auf Pastrengo vor. Die Kolonne „Vittorio Emanuele“ stürmte den Monte Le Bionde und griff dann weiter an der Ebene an, während die Kolonne „Federici“ die Costiere Basse passierte und dann die Ortschaft Corné stürmte.
Die Verstärkungen des FML D'Aspre trafen zu spät in das Gefecht ein und wurde durch das heftige Feuer, welches seinen Truppen entgegenschlug, über die Stärke des Gegners getäuscht. Indes zog Karl Albert, durch diese Offensivbewegung besorgt gemacht, zwei Drittel der im Kampfe gestandenen Truppen noch am selben Tage eiligst in ihre früheren Aufstellungspunkte zurück. Die Piemontesen konnten jedoch durch ihre Batterien bei Piovezzano nunmehr die österreichische Verbindungslinie unsicher machen und durch einen ernstlichen Übergang Radetzkys Armeeteile ganz absondern.

## Ausgang
Die erste Schlacht des Feldzugs wurde mit einem piemontesischen Sieg entschieden, aber mit einem unvollständigen und ungenutzten Sieg: Das linke Etschufer blieb in festem Besitz der Österreicher. Das Gefecht endete kurz vor Sonnenuntergang, die Piemontesen hatten 15 Tote und 90 Verwundete, die Österreicher 24 Gefallene, 147 Verwundete und 383 Gefangene verloren. Die Brigade Wohlgemuth allein hatte 110 Mann, die Brigade Erzherzog Sigismund 34 Mann Tote und Verwundete. Hierzu kamen noch 5 Offiziere und 336 Mann des Regiments Piret, welche wegen einer unvorsichtigen Verteidigung verursacht wurden. Die piemontesische Armee hatte taktisch gewonnen, aber es gab keine strategische Ambition in dieser Schlacht: Zwar hatten nur 3 Brigaden an der Aktion teilgenommen, aber nur die führenden Regimenter waren im Gefecht gestanden; die hinteren Treffen blieben untätig und erhielten auch keinen Befehl den Erfolg auszunutzen.
Zumindest war der in Richtung Peschiera vorgelagerte österreichische Brückenkopf Pastrengo beseitigt worden, ein zukünftiges Vorgehen auf Verona war nicht mehr aus der Linie Pastrengo–Bussolengo bedroht. Die Gefechte bei Pastrengo brachten den linken Flügel die piemontesische Armee bis an die Etsch heran. König Karl Albert begnügte sich damit, das österreichische Heer aus den vorderen Stellungen verdrängt zu haben und die Überlegenheit der piemontesischen Streitkräfte im offenen Feld zu demonstrieren. Die Siegeszuversicht des Königs wurde aber bald am 6. Mai in der folgenden Schlacht von Santa Lucia getrübt.